# МПК-107
МПК-107 — малый противолодочный корабль проекта 1124М (шифр «Альбатрос», кодовое обозначение НАТО — Grisha III class corvette).
Основными задачами МПК являются обеспечение развёртывания ПЛАРБ, охрана военно-морских баз и соединений ударных кораблей, противолодочное охранение конвоев.

## История строительства
Корабль заложен на Хабаровском судостроительном заводе имени С. М. Кирова 22 февраля 1988 года, спущен на воду 5 июня 1990 года, вошел в состав флота 14 марта 1991 года.

## Вооружение
- 76-мм артиллерийская установка АК-176
- 30-мм артиллерийская установка АК-630М
- Пусковая установка зенитно-ракетного комплекса «Оса-МА»
- Реактивная бомбометная установка РБУ-6000 «Смерч-2»
- 2 спаренных 533 мм торпедных аппарата
- 12 глубинных бомб или 18 мин

### Радиотехническое вооружение
- Комплекс РЭБ ПК-16 (2 ПУ КЛ-101) — выстрелы АЗ-ТСП-60УМ
- РЛС общего обнаружения МР-302 «Рубка»
- РЛС РТР «Бизань-4Б»
- НРЛС «Дон»
- Аппаратура госопознавания «Никель-КМ»
- Радиопеленгатор АРП-50Р
- ГАК МГК-335МС
- ОГАС МГ-339Т «Шелонь»
- ГАС звукоподводной связи МГ-26 «Хоста»
- ГАС КМГ-12 «Кассандра»
- ГАС приема сигналов гидроакустических буев МГС-407К
- Станция обнаружения теплового кильватерного следа ПЛ МИ-110КМ
- Станция обнаружения радиационного кильватерного следа ПЛ МИ-110Р

## История службы
15 февраля 1992 года «Иркутский комсомолец» переименован в «МПК-107».
До 1993 года МПК-107 года имел бортовой номер 342.
В 1999 году МПК-107 в составе КПУГ завоевал Приз ГК ВМФ по противолодочной подготовке.
В сентябре 2000 года МПК-107 принял участие в совместных российско-японских военно-морских учениях в районе Авачинской губы.
5 марта 2005 года коснулся грунта обтекателем антенны гидроакустического комплекса МГК-335МС у восточной кромки мели Раковой.
Летом 2014 года МПК-107 принял участие в дальнем походе в южную часть Охотского моря. В ходе него было пройдено более 4000 миль и выполнен полный комплекс упражнений и задач боевой подготовки в условиях удалённости от пункта базирования. В ходе несения службы боевой противолодочный расчет корабля обнаружил и поддерживал контакт с иностранной субмариной, осуществляющей слежение за отрядом российских кораблей.

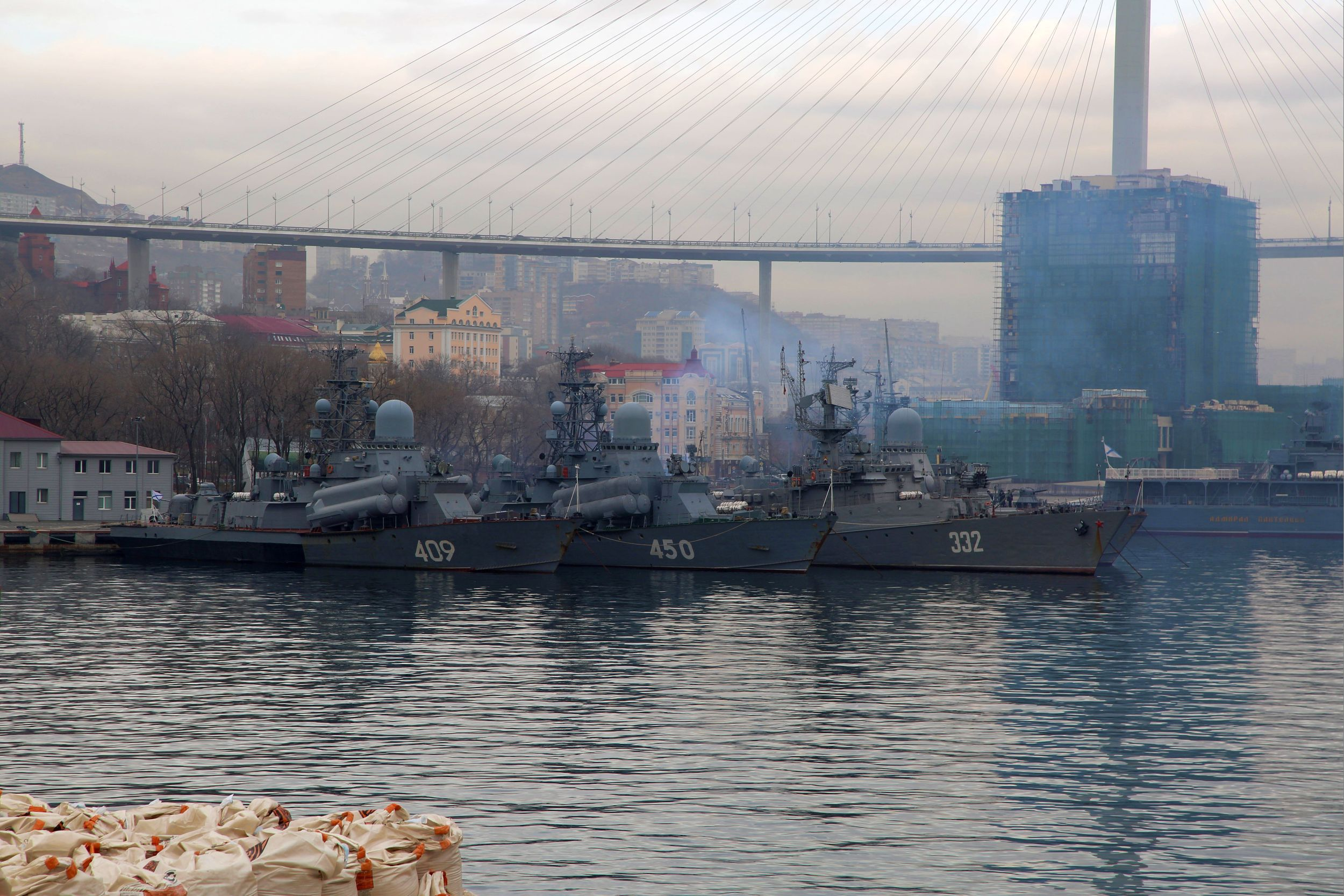
МПК-107 и малые ракетные корабли «Мороз» и «Разлив» в Золотом Роге, 14 декабря 2015 года

В феврале—марте 2015 года соединение кораблей охраны водного района (МПК-82, МПК-107, МРК «Иней», МРК «Мороз», МРК «Смерч» и тральщики) отработали учебные задачи по противовоздушной и противодиверсионной обороне Камчатки.
С 16 июня по 3 августа 2015 года проходил боевую службу в районе южных курил. А с 5 по 15 ноября в составе 114 БрКОВР совершил переход во Владивостокскую ВМБ для выполнения задач боевой подготовки.
С 16 июня по 18 июля 2016 года МПК-107 принял участие в морских учениях под Владивостоком и выполнял задачи боевой службы на южных курилах. 20 июля корабль прибыл в Петропавловск-Камчатский — в постоянный пункт базирования. И уже в сентябре в акватории Авачинского залива совместно с МПК-82 выполнил учебные ракетные стрельбы ЗРК «Оса-М» по воздушной целе — ракете выпущенной с берегового комплекса «Рубеж».
По состоянию на октябрь 2016 года МПК-107 находится в боевом составе Тихоокеанского флота, входит в состав 117-го дивизиона кораблей охраны водного района 114-й бригады кораблей охраны водного района Камчатской флотилии разнородных сил. Бортовой номер 332.

## Командиры корабля
Войсковая часть 53129
- Капитан 3-го ранга Рудевич Сергей Антонович— первый Командир
- Капитан 3-го ранга Унтилов Вячеслав Яковлевич (1993—1994)
- Капитан 3-го ранга Комиссаров Сергей Николаевич (1994—1996)
- Капитан 3-го ранга Шахлович Игорь Николаевич (1996 — 8.03.2000)
- Капитан 3-го ранга Кочетков Владимир Николаевич (9.03.2000 — 2004)
- Капитан 3-го ранга Бор Сергей Владимирович (20.05.2004 — 02.2008)
- Капитан 3-го ранга Буянкин Александр (2009 — 04.2011)
- Капитан 3-го ранга Дедуренков Николай (08.2011- 08.2016)
- капитан 3 ранга Никоноров Дмитрий Сергеевич (08.2016-08.2021)
- капитан 3 ранга Налетов Александр Владимирович (08.2021- по н.в)